# Сокол Ігор Сергійович
Ігор Сергійович Сокол (біл. Ігар Сяргеевіч Сокал; 4 березня 1962, Молодечно, Мінська область) — білоруський дипломат. Надзвичайний і Повноважний Посол Республіки Білорусь в Україні (2016-2023).

## Біографія
Народився 4 березня 1962 року в місті Молодечно Мінської області. У 1983 році закінчив Київське вище загальновійськове командне двічі червонопрапорне училище ім. М. Ф. Фрунзе. У 1995 році — Київський національний університет, у 2000 році — Академію управління при Президенті Республіки Білорусь. Володіє англійською та українською мовами
У 1983—2000 рр. — на військові службі.
У 2000—2001 рр. — помічник заступника голови Мінського облвиконкому.
У 2001—2004 рр. — головний спеціаліст сектору у справах Союзної держави, Митного союзу і регіонального співробітництва управління міждержавного співробітництва, радник, заступник начальника управління міжнародного співробітництва головного управління міжнародного співробітництва та торгівлі, заступник начальника головного управління міжнародного співробітництва та торгівлі — начальник управління міжнародного співробітництва Апарату Ради Міністрів Республіки Білорусь.
У 2004—2008 рр. — начальник головного управління міжнародного співробітництва та торгівлі Апарату Ради Міністрів Республіки Білорусь.
З 18 квітня 2008 року — 10 вересня 2013 року — Надзвичайний і Повноважний Посол Республіки Білорусь в Узбекистані.
У 2013—2014 рр. — заступник начальника головного управління Росії, начальник управління Росії і Союзної держави Міністерства закордонних справ Республіки Білорусь.
У 2014 — 2015 рр. — заступник начальника головного управління — начальник управління регіонів Росії головного управління Росії МЗС Республіки Білорусь.
У 2015—2016 рр. — був керівником апарату Ради міністрів Республіки Білорусь.
З 13 червня 2016 року — Надзвичайний і Повноважний Посол Республіки Білорусь в Україні.
6 вересня 2016 року — вручив копії вірчих грамот заступнику Міністра закордонних справ України — керівнику апарату міністерства Вадиму Пристайку.
5 жовтня 2016 року — вручив вірчі грамоти Президенту України Петру Порошенку.
19 березня 2022 року — покидаючи Україну, отримав від українського офіцера Анатолія Штефана, символічні «30 срібняків» для голови прикордонного комітету Білорусі, який сприяв вторгненню російських військ в Україну.
19 жовтня 2023 року звільнений з посади посла в Україні.

## Дипломатичний ранг
- Надзвичайний і Повноважний Посланник 2 класу (2008)
- Надзвичайний і Повноважний Посол (2016)

## Нагороди та відзнаки
- Медаль «За бездоганну службу» II ступеня (1999),
- Почесна грамота Ради Міністрів Республіки Білорусь (2012)